# کارلا اندرسون هیلز

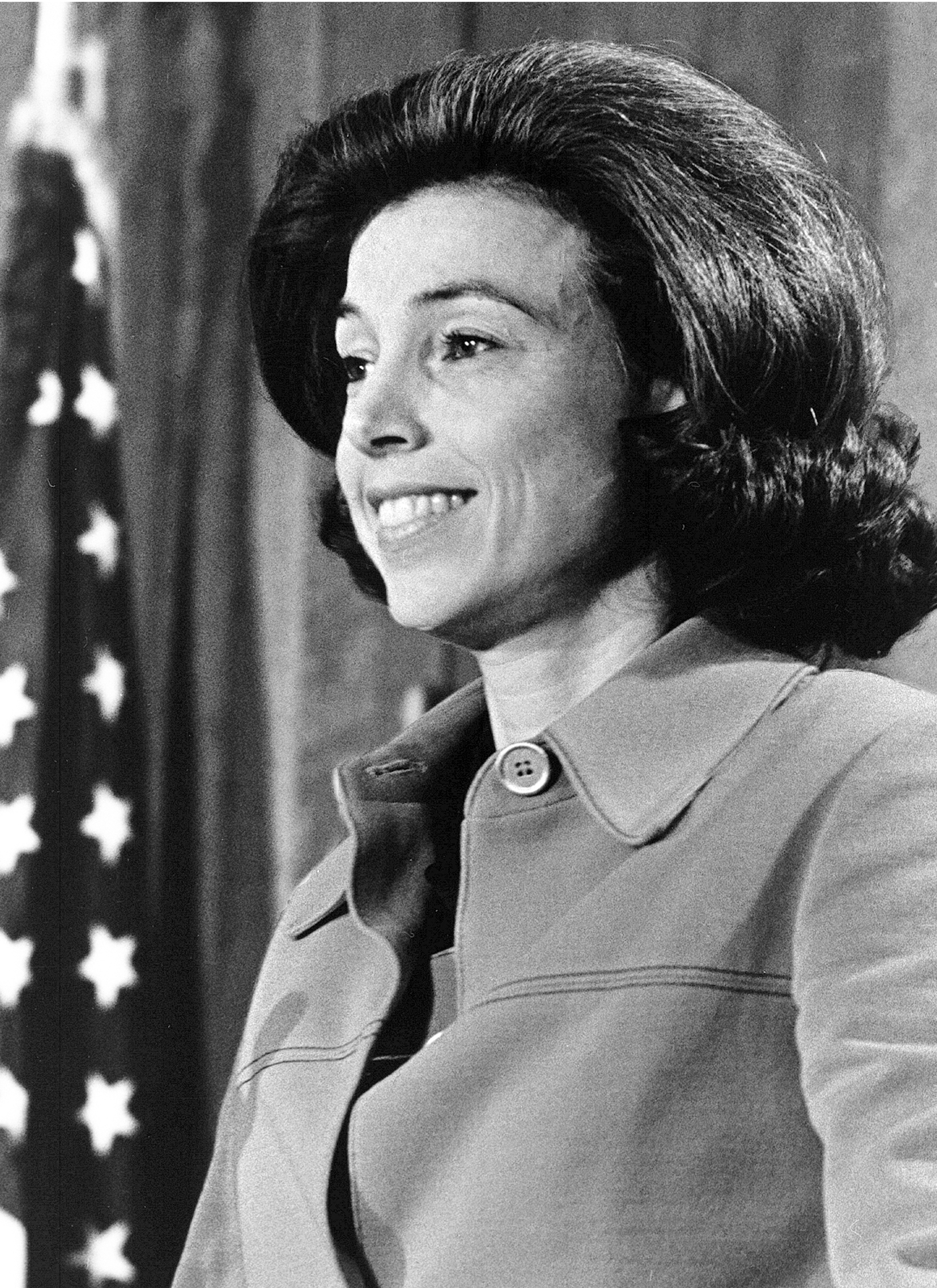

کارلا اندرسون هیلز (انگلیسی: Carla Anderson Hills؛ زادهٔ ۳ ژانویهٔ ۱۹۳۴) یک سیاست‌مدار اهل ایالات متحده آمریکا است.